# C/2019 Y4(ATLAS)
C/2019 Y4 (아틀라스)(C/2019 Y4 (ATLAS)), 통칭 아틀라스 혜성(Comet ATLAS)은 2019년 12월 28일 소행성 지상충돌 최종 경보 시스템(ATLAS)이 처음으로 관측한 포물선에 가까운 혜성이다. 2020년 4월 2일 경 혜성이 여러 조각으로 쪼개졌다. 혜성이 쪼개지는 현상은 크로이츠 선그레이저 혜성에서 흔하며 혜성이 계속 희미해져서 4월 이후로는 거의 보이지 않는 상태이다. 5월 중순부터는 망원경으로도 잘 보이지 않기 시작하였고, 5월 20일 완전히 사라져 보이지 않게 되었다.
C/2019 Y4 (ATLAS)는 2020년 기준 밝았을 때 +7등급까지 올라간 혜성으로 쌍안경이나 망원경으로 기린자리 인근 별자리에서 찾을 수 있었다. 혜성은 점차 밝아지며 2020년 4월 말 - 5월 초 사이엔 육안으로도 관측 가능할 것으로 추정되었다. 하지만 혜성 분해 이후 현재는 최고 밝기에서 6배 정도 더 어두운 +9등급이며 C/2017 T2 (PanSTARRS), C/2019 Y1 (ATLAS), C/2020 F8 (SWAN)보다도 어두운 상태이다. 5월 23일 지구와 최근접점에 도달하며 5월 31일 태양과 가장 가까운 근일점을 지난 것으로 추정된다.
2020년 4월 6일, 천문학자 모임인 더 애스트로노머스 텔레그램(The Astronomer's Telegram)에서는 아틀라스 혜성이 붕괴되었을 것 같다는 보고가 올라왔다. 관측 결과 혜성이 최소 10개 조각으로 쪼개졌으며 이 중 6개 조각은 혜성 핵 주변에서 회전하고 있어 아틀라스 혜성 자체의 원심력이 증가하고 있다.

## 발견
C/2019 Y4 혜성은 2019년 12월 28일 하와이 마우나로아산 정상의 0.5m 반사 망원경에서 촬영한 CCD 사진에서 처음 발견되었다. 이 사진은 소행성 지상충돌 최종 경보 시스템의 관측 작업 중 촬영된 것이었다. 발견 당시 지구에서는 큰곰자리 위치에 있었으며 혜성의 겉보기 등급은 19.6 정도였다. 래리 데니우(Larry Denneau)는 처음으로 혜성임을 알아차렸고 이 천체를 소행성체 센터의 혜성 추정체 확인 페이지에 업로드해서 다른 천문학자들에게 알렸다. 이후 수 일 간의 추가 관측 결과 혜성의 코마가 보이기 시작했고 이 코마는 관측을 이어나갈수록 점점 길어졌다.

## 초기 관측 및 밝기
2월 초에서 3월 말 사이 아틀라스 혜성은 등급이 17에서 8로 밝기가 4천 배 정도 증가했다. 2020년 3월 한달에만 밝기가 4배 증가하였다. C/2019 Y4는 이원자 탄소의 방출로 보이는 초록색과 아쿠아색 꼬리를 가지고 있으며 꼬리의 길이가 태양 크기의 2배인 1.2°10' 각도에 330만 km 길이이다. 아틀라스 혜성의 꼬리 바깥쪽은 희미하지만 가스 필라멘트가 별을 가로질러 쓸어내리는 것이 보인다. 확산체인 혜성은 일반인이 육안으로도 보기 위해서는 겉보기 등급이 대략 +3-4까지 되어야 한다. 4월 초 혜성이 쪼개지면서 급격하게 어두워졌다.

## 궤도
발견 당시 아틀라스 혜성은 태양으로부터 거의 3 AU 정도 떨어져 있었다. 2019년 12월 28일, 2020년 1월 9일 2번의 관측을 토대로 소행성체 전자천문력에서는 공전 주기가 4,400년, 근일점은 0.25 AU로 계산하였다. C/2019 Y4의 궤도가 1844년 대혜성(C/1844 Y1)과 거의 비슷하기 때문에 아틀라스가 이 대혜성에서 떨어져 나간 파편 중 하나일 것이라고 추정하고 있다.
JPL 소행성체 데이터베이스에서는 2020년 2월 18일을 역기점으로 사용한 분석에서 공전 주기가 약 6,000년이라고 계산하였으나 이는 행성계 안에서 일어나는 섭동을 포함해 계산한 값이다. 혜성이 행성의 중력 범위 내로 들어가기 전으로 사용하는 인바운드 주기(근일점으로 돌아올 때의 주기)는 4,800년 정도이다. 이 혜성은 2020년 5월 31일 태양으로부터 가장 가까운 근일점에 도달할 예정이다. 행성계를 떠난 후에는 혜성이 약 5,200년의 주기를 가질 것으로 추정된다.
아틀라스 혜성이 파편으로 쪼개지면서 각 파편의 속도는 10 m/s 정도 달라졌다. 이 정도의 속도 변화로도 현재 거의 포물선에 가까운 궤도가 장기간에 걸쳐서 크게 달라질 수 있다.
| 조각 이름   | 궤도 주기 (년) | 지구 최근접 거리                                                                  |
| ----------- | -------------- | --------------------------------------------------------------------------------- |
| C/2019 Y4-A | 포물선         | 모듈:Convert 282번째 줄에서 Lua 오류: attempt to index local 'cat' (a nil value). |
| C/2019 Y4-B | 포물선         | 모듈:Convert 282번째 줄에서 Lua 오류: attempt to index local 'cat' (a nil value). |
| C/2019 Y4-C | 포물선         | 모듈:Convert 282번째 줄에서 Lua 오류: attempt to index local 'cat' (a nil value). |
| C/2019 Y4-D | 99±81          | 모듈:Convert 282번째 줄에서 Lua 오류: attempt to index local 'cat' (a nil value). |

## 위치

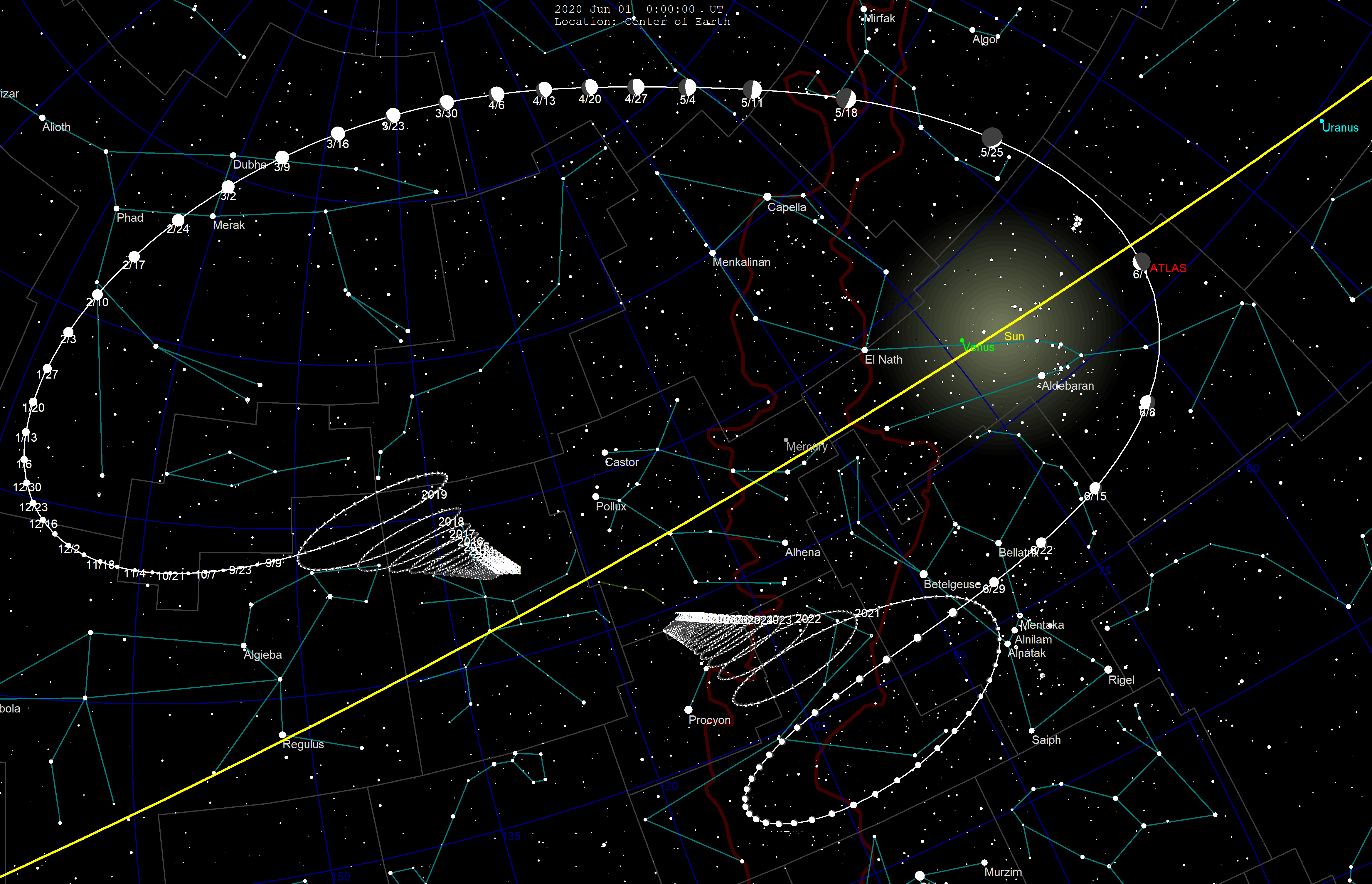
7일 간격으로 좌표를 찍어 나타낸 혜성의 이동 모습.

2020년 1월에서 3월 사이엔 아틀라스 혜성이 큰곰자리 인근에 있었다. 4월에는 혜성이 점점 이동하며 기린자리 부근으로 이동하였다. 5월 12일부터는 페르세우스자리 쪽으로 넘어가 이동하였다. 5월 23일에는 지구로부터 최 근접점에 있는데, 이때가 신월 인데다 태양으로부터 17도 정도에 있다. 근일점에 닿는 5월 31일 에는 태양으로부터 12도 정도 떨어진 황소자리 부근에 있을 예정이다.

## 같이 보기
- 2I/보리소프
- 포물선 궤도 혜성 목록